# Paul von Lettow-Vorbeck
Paul Emil von Lettow-Vorbeck (20 tháng 3 năm 1870 – 9 tháng 3 năm 1964), tướng lĩnh trong Quân đội Đế quốc Đức, chỉ huy Chiến dịch Đông Phi thời Chiến tranh thế giới thứ nhất. Là người chỉ huy một đội quân thuộc địa nhỏ bé nhưng thiện chiến của Đức tại Đông Phi, ông chưa từng bị đánh bại trên chiến trường. Ngay từ đầu Chiến tranh thế giới thứ nhất ông đã giữ thế chủ động. Không những ông liên tiếp đánh lui những cuộc tấn công của quân Anh - Nam Phi đông đảo hơn hẳn, khiến ông trở thành vị anh hùng huyền thoại của nước Đức khi đó, ông còn là vị tướng Đức duy nhất tấn công thắng lợi lãnh thổ Đế quốc Anh trong cuộc Chiến tranh thế giới thứ nhất. Vào tháng 3 năm 1916, quân Anh từ Nam Phi tấn công quân Đức nhưng thất bại và không thể ngăn nổi những đợt công kích của ông và lính thuộc địa Đông Phi vào Đế quốc Anh. Sang năm 1917, đội quân thuộc địa Đức của ông lại thể hiện sức mạnh ưu việt của mình bằng thắng lợi vang dội trước quân Anh trong trận Mahiwa đẫm máu. Tuy vậy, đây trở thành cuộc chống cự cuối cùng của Vorbeck ở Đông Phi, trước khi ông rút khỏi Đông Phi và đánh tan tác quân Bồ Đào Nha đông đảo tại Mozambique, thu được nhiều chiến lợi phẩm. Cuộc chiến thắng lợi của ông trước Bồ Đào Nha đã cho thấy tài thao lược của ông như một bậc thầy của chiến tranh du kích.
Trong bối cảnh tiếp tế với chính quốc Đức bị cắt, binh lính của ông đã cải tiến vũ khí, quân phục, thuốc thang,... một cách tài tình. Ông luôn đối xử tốt với binh lính người gốc Phi, dùng những chiến thuật Âu - Phi và tận dụng triệt để địa hình, nhờ đó họ chiến đấu hiệu quả. Đầu năm 1918, ông tiếp tục giành một số thắng lợi. Những chiến thắng của ông đã đẩy được rất nhiều quân Đồng minh khỏi Mặt trận phía Tây. Trong cuộc chiến dấu của mình, ông được binh lính dưới quyền ngợi ca là "Hùng sư xứ Tanganyika". Những người ngưỡng mộ ông (trong đó có nhiều tướng lĩnh Đồng minh) cũng tôn vinh ông như một chiến binh cao thượng, lãng mạn, và "Hùng sư của Phi châu".
Các hoạt động của ông trong Chiến dịch Đông Phi thời Chiến tranh thế giới thứ nhất được coi là "chiến dịch du kích vĩ đại nhất, và thành công nhất trong lịch sử", trong khi chính sử của Đế quốc Đức coi đây là một "phép màu trong lịch sử thế giới". Tuy thắng lợi liên tiếp, nhưng sau khi một tù binh Anh thông báo cho ông tin Đức thua trận và Chiến tranh thế giới thứ nhất chấm dứt, ông ra đầu hàng vào tháng 11 năm 1918. Như vậy, phải 2 tuần sau khi nước Đức bại trận thì chiến dịch của ông mới chấm dứt. Trở về nước, ông được công chúng Đức đón chào như một người anh hùng dân tộc, một chiến binh vinh quang. Ông được phong quân hàmTrung tướng. Thậm chí ông còn diễu binh khải hoàn tại thủ đô Berlin. Sau đó, ông chuyển sang chính trị và tham gia trong Reichstag từ năm 1920 cho tới năm 1930. Đến cả tướng Anh Jan Christian Smuts - kỳ phùng địch thủ của ông, cũng trở nên rất ngưỡng mộ và nể trọng Vorbeck.

## Thời trẻ

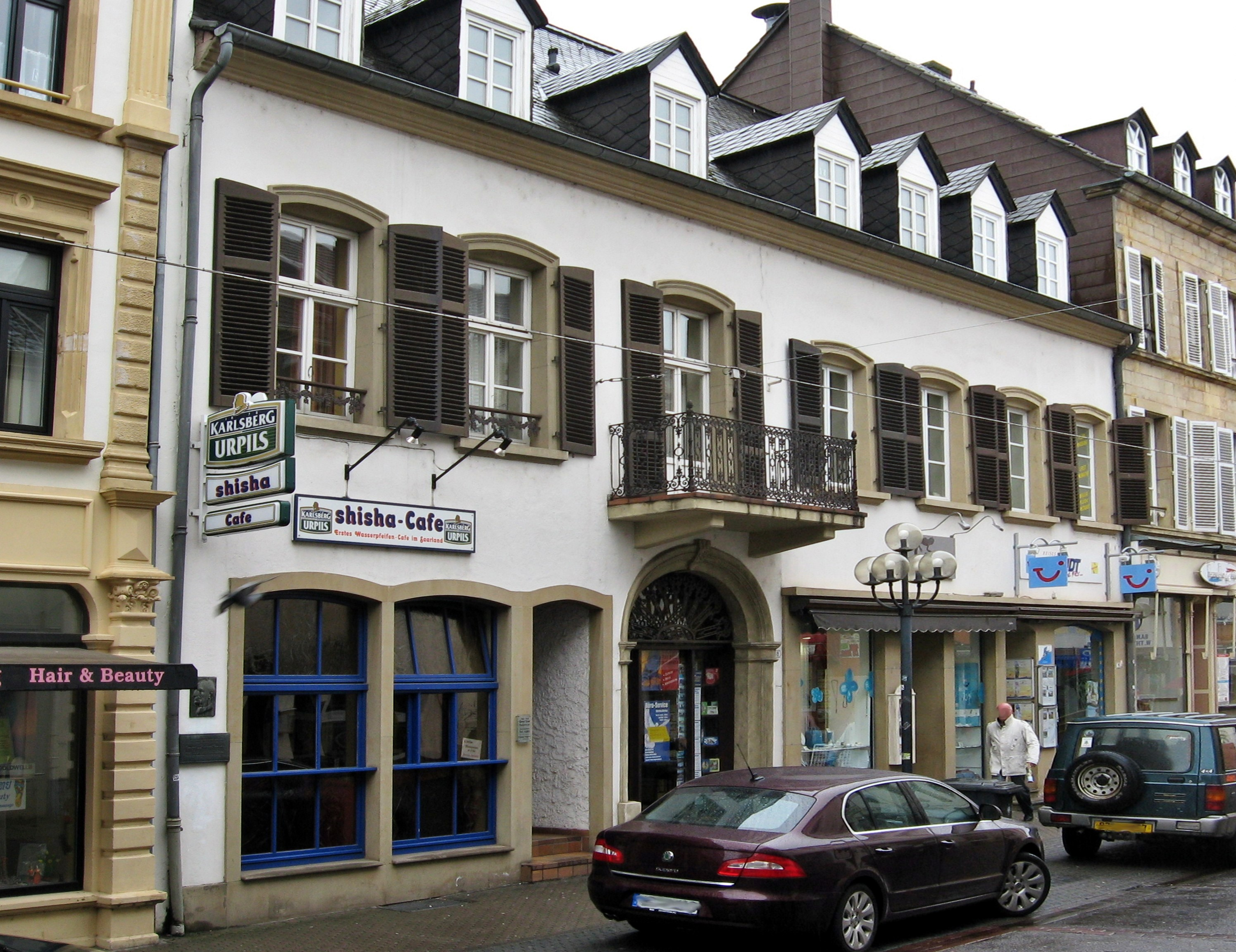
Ngôi nhà nơi ông sinh ra tại Saarlouis

Paul Emil von Lettow-Vorbeck sinh ra trong một gia đình quý tộc nhỏ tại Pomerania, nơi cha ông phục vụ trong quân đội với cấp bậc sĩ quan tại tỉnh Rhine nước Phổ. Ông được giáo dục trong trường học nội trú tại Berlin, rồi nhập học sĩ quan tại Potsdam và Berlin-Lichterfelde. Năm 1890 ông được phong hàm Thiếu úy trong Quân đội Đế quốcĐức.

## Binh nghiệp
Năm 1900, von Lettow-Vorbeck nhận nhiệm vụ tại Trung Quốc trong Liên quân tám nước đánh dẹp cuộc nổi dậy của Nghĩa Hòa đoàn. Tiếp đó, ông nhận nhiệm vụ tại châu Phi.
Tới năm 1904 ông nhận nhiệm sở tại lãnh thổ Tây Nam Phi châu thuộc Đức, nay là Namibia), trong đợt nổi dậy của thổ dân Namaqua và Herero. Tuy nhiên ông không tham dự vụ diệt chủng người Herero và Namaqua, do bị thương tại mắt trái và tại ngực, nên ông phải được đưa về Nam Phi để chữa trị và hồi phục.
Vào năm 1907 ông được thăng hàm đại úy, phục vụ trong bộ chỉ huy Quân đoàn 11. Từ tháng 3 năm 1909 tới tháng 1 năm 1913, von Lettow-Vorbeck chỉ huy lực lượng thủy quân lục chiến Tiểu đoàn 2 tại Wilhelmshaven thuộc miền Hạ Sachsen, nước Đức. Vào tháng 10 năm 1913, với quân hàm Thiếu tá, ông được bổ làm chỉ huy lực lượng thuộc địa Đức gọi là Schutztruppe (lực lượng bảo hộ) tại xứ Kamerun thuộc Đức (nay là Cameroon và một phần Nigeria). Trước khi ông kịp nhận nhiệm sở, nhiệm vụ của ông thay đổi, và ông được điều đến Đông Phi thuộc Đức, nay là lãnh thổ Tanzania trên lục địa châu Phi.
Trong hành trình tới nhiệm sở, von Lettow-Vorbeck đánh bạn với nữ tác giả người Đan Mạch, vốn đi cùng chuyến tàu với ông. Nhiều thập niên sau đó, bà cho biết "ông ấy là kiểu người thế hệ cũ, tôi chưa bao giờ gặp một người Đức nào gây cho tôi ấn tượng sâu sắc về bản chất và giá trị Đế quốc Đức đến thế."
Von Lettow-Vorbeck cho rằng cuộc chiến giữa nước Đức với các đế quốc thực dân khác là khó có thể tránh khỏi. Do đó, ông khẩn trương xây dựng đội quân bao gồm các binh sĩ người Đức và 12 đại đội người bản sứ gọi là quân Askaris, để sẵn sàng cho cuộc chiến. Chính nhờ đó, ông đã có thể nắm ngay thế chủ động khi Chiến tranh thế giới thứ nhất bùng nổ vào tháng 8 năm 1914.

## Chiến tranh thế giới thứ nhất

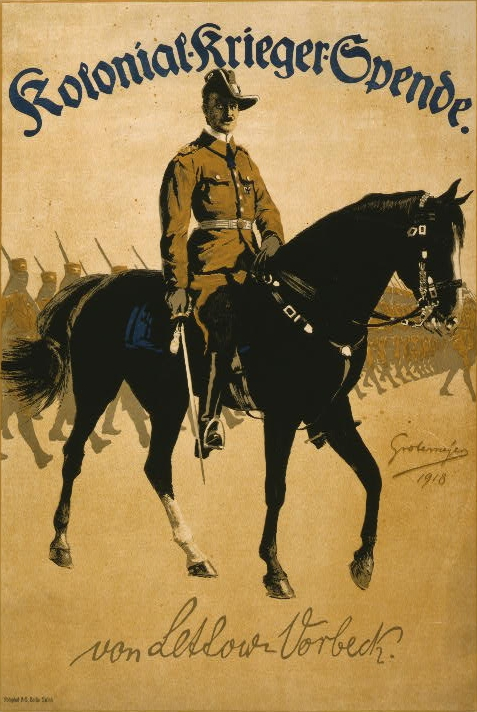
Bích trương cổ động Chiến tranh thế giới thứ nhất của Đức, tướng Paul von Lettow-Vorbeck trên lưng ngựa, chỉ huy binh lính Phi châu. Hàng chữ phía trên có nghĩa Ngân quỹ chiến tranh thuộc địa, phía dưới là chữ ký của von Lettow-Vorbeck

Tháng 8 năm 1914, trong giai đoạn đầu của cuộc Đại chiến, von Lettow-Vorbeck chỉ huy một đơn vị quân nhỏ, gồm 2.600 binh sĩ Đức và 2.472 binh sĩ người Phi, chia làm 14 đại đội dã chiến Askari. Nhận thức được sự quan trọng của việc nắm thế chủ động, ông lờ đi mệnh lệnh từ Berlin và từ Toàn quyền xứ thuộc địa Heinrich Schnee, người chủ trương giữ trung lập cho Đông Phi thuộc Đức. Von Lettow-Vorbeck phớt lờ vị Toàn quyền, và chuẩn bị sẵn sàng đánh lui cuộc đổ bộ đường biển vào thành phố Tanga. Sự bất tuân ông đối với quan Toàn quyền Schnee đã khiến cho ông không những có thể để đánh bại các đợt tấn công của địch mà còn tràn sang đất địch nữa. Cuộc tiến công diễn ra vào ngày 2 tháng 11 năm 1914, và trong 4 ngày tiếp đó, ông đánh tan tác Lực lượng Viễn chinh Anh-Ấn do tướng Arthur Aitken cầm đầu trong trận Tanga, một trong những trận thắng quan trọng nhất trong cuộc đời binh nghiệp của mình. Quân Anh-Ấn bỏ chạy, để lại rất nhiều chiến lợi phẩm cho đoàn quân thắng trận của Von Lettow-Vorbeck. Không những làm hao tổn binh lực của Anh, chiến thắng này đã giúp cho ông giữ được hải cảng quan trọng thứ hai của xứ Đông Phi thuộc Đức. Chính sử Anh Quốc ghi nhận trận Tanga là một trong những thất bại thê lương nhất trong lịch sử nước nhà. Tiếp đó, ông tập hợp binh sĩ và số quân nhu ít ỏi của mình, rồi tập kích vào tuyến xe lửa của Đế quốc Anh tại Đông Phi. Với 244 quân Đức, 1.350 quân dã chiến askaris và 400 quân tuyển mộ người Ả Rập, ông đánh thắng đội quân bị áp đảo về quân số của Anh trong trận Jassin ngày 8 tháng 1 năm 1915, bắt được khoảng 300 tù binh.
Các chiến thắng này rất quan trọng vì chúng giúp ông chiếm được số súng trường kiểu mới mà ông rất cần để trang bị cho binh sĩ, cũng như các tiếp liệu khác, đồng thời khích lệ tinh thần binh sĩ dưới quyền. Tuy nhiên, ông cũng mất mát nhiều sĩ quan tùy tùng dày dạn kinh nghiệm, trong đó có cả viên đại úy tài năng Tom von Prince, người mà ông khó lòng thay thế được. Kế hoạch tác chiến của von Lettow-Vorbeck rất đơn giản: nhận định rằng Đông Phi chỉ là chiến trường phụ, ông quyết tâm cầm chân càng nhiều quân lính Anh càng tốt, giữ họ khỏi chiến trường châu Âu, và như vậy đóng góp vào thắng lợi của Đức.

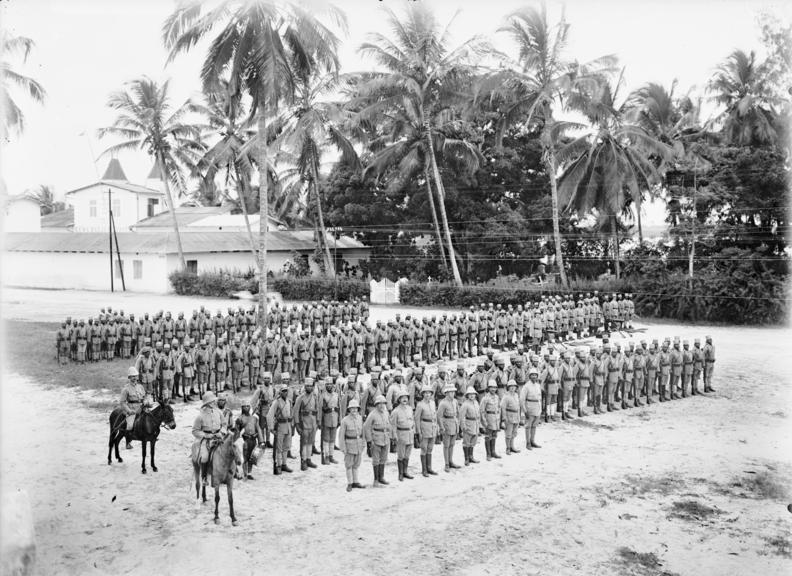
Đại đội Schutztruppe Askari (1914)

Những chiến thắng này đã mang lại tiếng tăm cho ông, nhiều người đương thời so sánh ông với Hermann von Wissman - người sáng lập huyền thoại của xứ thuộc địa Đông Phi, và trở thành người hùng của nước Đức. Von Lettow-Vorbeck biết rằng ông có thể dựa vào các sĩ quan tùy tùng năng nổ của mình (bằng chứng là tỷ lệ thương vong rất cao trong số họ). Do những tổn thất nhân lực khó có thể bù đắp được, ông chuyển chiến thuật, tránh đụng độ trực tiếp với quân Anh, hạ lệnh cho binh sĩ dưới quyền tập kích vào lãnh thổ Đông Phi thuộc Anh, (nay là Kenya, Uganda và Rhodesia), đánh phá đồn bốt, đường xe lửa, trạm thông tin—với mục đích buộc phe Đồng Minh phải phân tán binh lực từ chiến trường chính tại châu Âu. Ông nhận thức được sự cần thiết của chiến tranh du kích, thể hiện trong việc ông sử dụng tất cả phương tiện có trong tay để đảm bảo quân nhu.
Lực lượng Schutztruppe tuyển mộ thêm binh sĩ, và phát triển tới chừng 14.000 binh sĩ, đa phần là quân Askaris, tất cả được huấn luyện chu đáo và có kỷ luật. Von Lettow-Vorbeck sử dụng thành thạo tiếng Swahili của người bản xứ nên được binh sĩ Phi châu của ông kính trọng và ngưỡng mộ; ông cũng bổ nhiệm sĩ quan người da đen, nói —và tin tưởng rằng —"ở đây tất cả chúng ta là người Phi châu". Theo một sử gia, "Có lẽ không một chỉ huy người da trắng nào thời đó nhận thức được giá trị của người châu Phi, không chỉ như một chiến binh, mà như một con người, như ông". Đoàn quân của ông dùng chiến thuật du kích, áp dụng chiến thuật "đánh và chạy" thật nhanh để dễ bề công kích những tiền đồn của quân Anh, và thực hiện vườn không nhà trống để buộc cư dân phải hỗ trợ cho họ hoặc là phải trả một cái giá thật đắt.

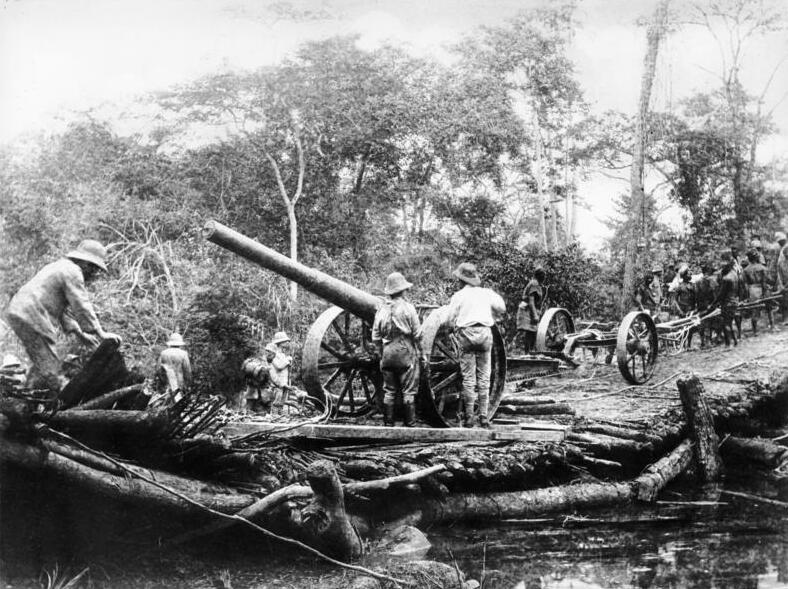
Trọng pháo từ chiến hạm Königsberg được sử dụng trên đất liền

Khi tuần dương hạm "SMS Königsberg" của Đức phải bị đánh chìm (năm 1915 tại châu thổ sông Rufiji bởi thủy thủ đoàn), ông thu được một thủy thủ đoàn giàu năng lực dưới quyền chỉ huy của thuyền trưởng Max Looff, cùng với số hải pháo mà tàu này được trang bị. Số hải pháo này được chuyển thành pháo đánh bộ, và là số pháo có cỡ nòng lớn nhất tại mặt trận này. Ông cho các tân binh này vận quân phục của các binh sĩ người châu Phi, và cũng trả mức lương tương đương với các binh sĩ dã chiến Askari. Thậm chí, ông còn trang bị cho họ vũ khí cũ hơn quân lính dã chiến Askari. Các binh sĩ người Phi châu gọi họ là lính Askari người Âu châu. Vào tháng 2 năm 1916, đạo quân của Lettow-Vorbeck đập tan một cuộc công kích của quân Anh trong trận đồi Salaita. Quân Anh - Nam Phi không phá nổi hệ thống phòng thủ rắn chắc của phía Đức và phải tháo chạy trong khi quân Đức - Đông Phi thừa thắng tiến hành phản công. Tới tháng 3 năm 1916, quân Anh dưới sự chỉ huy của tướng J.C. Smuts mở chiến dịch tấn công lớn với 45.000 quân. Von Lettow-Vorbeck kiên nhẫn lợi dụng khí hậu và địa hình để giành lấy ưu thế. Trong khi đó, quân Anh dồn thêm binh lực để buộc von Lettow-Vorbeck phải lui bước. Dù vậy, ông tiếp tục chiến đấu, trong đó phải kể đến trận Mahiwa tháng 10 năm 1917. Tại một chiến địa mà Vorbeck đã trực tiếp trinh sát trên xe đạp của ông, hai bên giao chiến quyết liệt bằng súng trường và lưỡi lê trong suốt suốt 4 ngày. Trận Mahiwa một lần nữa chứng tỏ sức mạnh vượt trội của Vorbeck và đội quân dã chiến của mình. Trận địa đã 6 lần đổi chủ, trước khi quân Đức hợp vây được quân Anh, gây cho đối phương thiệt hại gồm 2.700 quân chết, bị thương và mất tích. Đổi lại, quân ông mất 519 binh sĩ bị chết, bị thương hay bị mất tích. Trận Mahiwa là trận đánh duy nhất của chiến trường Đông Phi trong năm 1917, và theo ông, đây là chiến thắng vĩ đại nhất của ông kể từ sau trận Tanga, do ông đã tiêu diệt được phân nửa số quân của Anh. Sau khi tin thắng trận của Vorbeck bay về chính quốc, được phong cấp bậc Trung tướng. Trận Mahiwa trận đánh duy nhất của chiến trường Đông Phi trong năm 1917. Mặc dù Vorbeck đã "đánh bại hoàn toàn" đối phương, sau thảm bại của họ tại Mahiwa, quân Anh được bổ sung lực lượng và tiếp tục chiếm thế thượng phong về binh lực; trong khi với lực lượng "Schutztruppe", đây là một tổn thất lớn lao vì họ không có lực lượng dự bị để thay thế.
Trong cuộc chiến tranh du kích, ông được binh lính dưới quyền tôn vinh là "Hùng sư xứ Tanganyika". Ngoài ra, trong số những người hâm mộ ông có nhiều kỳ phùng địch thủ Đồng minh của ông, họ cũng đều ca ngợi ông như "Hùng sư của Phi châu" và tán dương ông như một chiến binh thượng võ, lãng mạn, cũng giống như Trung tá T. E. Lawrence của Anh đương thời. Với những chiến thắng rực rỡ của mình, gây cho quân Đồng minh nhiều khó khăn, ông được xem là một bậc thầy về chiến tranh du kích giống như Lawrence xứ Ả Rập. Chính sử của Đức khi đó có khen ngợi những chiến công của ông trong Chiến dịch Đông Phi trong Chiến tranh thế giới thứ nhất:
| “                     | Một cuộc chiến đấu đã khiến cho cả thế giới phải kinh ngạc và không tin nổi, có lẽ là một phép màu trong lịch sử thế giới. | ” |
| — Lịch sử Đế quốc Đức | |   |

Von Lettow-Vorbeck giờ phải bắt đầu triệt thoái về phía nam, buộc phải cắt giảm phân nửa khẩu phần binh lính, bị quân Anh truy đuổi ráo riết. Ngày 25 tháng 11 năm 1917 cánh quân tiền phương của ông vượt sông Rovuma tiến vào lãnh thổ Mozambique thuộc Bồ Đào Nha. Vậy là trên thực tế, ông đã cắt đứt đường tiếp tế của chính mình, và đoàn quân Schutztruppe lữ hành nay biến thành một bộ tộc du mục. Trong ngày đầu vượt sông, họ tấn công một binh trạm của Bồ Đào Nha vừa được nhận tiếp tế trong trận Ngomano và bằng cách đó tạm giải quyết được vấn đề tiếp liệu Tiếp đó họ chiếm được một tàu hơi nước chở thuốc men, trong đó có cả thuốc quinine trị sốt rét, và như tạm thời không phải lo về thuốc men nữa. Gần như trong suốt một năm, họ phải tìm cách tự cung tự cấp, chủ yếu bằng cách chiếm lương thực từ quân Anh và quân Bồ Đào Nha; hơn thế nữa, họ còn tái trang bị, thay thế súng trường kiểu cũ của mình bằng loại súng mới hơn, cùng với súng máy và súng cối, sau khi chiếm được Namakura (Nhamacurra nay là Mozambique) tháng 7 năm 1918. Kết quả là họ nay có nhiều đạn dược hơn là số họ có thể mang theo được.

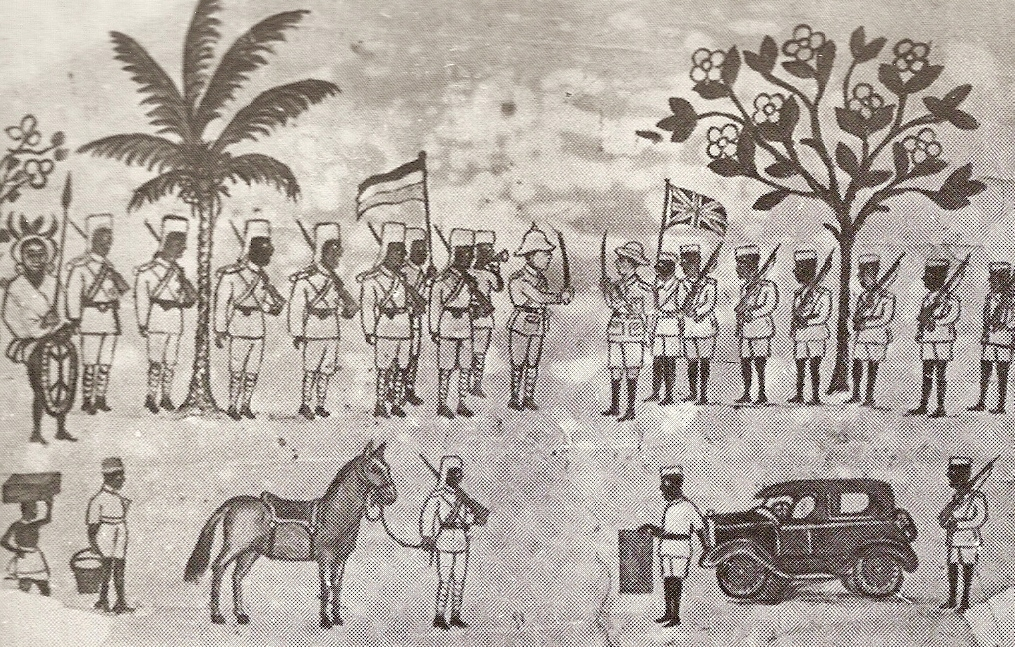
Von Lettow-Vorbeck đầu hàng quân Anh tại Abercorn, tranh vẽ bởi một họa sĩ người châu Phi

Tháng 1 năm 1918, lính askari dưới quyền ông đã đánh bại một đơn vị thuộc địa do Anh gửi đến để truy bắt ông, và vào tháng 8 năm 1918, ông tiêu diệt một lực lượng Ấn Độ khác. Ngày 28 tháng 10 năm 1918, von Lettow-Vorbeck lại một lần nữa vượt sông Rovuma và tiến vào lãnh thổ Đông Phi thuộc Đức, trong khi vẫn bị quân Anh truy đuổi. Tiếp đó ông rẽ về phía tây và đột kích vào vùng Bắc Rhodesia, tránh cái bẫy mà quân Anh đã giăng ra tại miền Đông Phi thuộc Đức. Ngày 13 tháng 11 năm 1918, hai ngày sau thỏa thuận đình chiến tại châu Âu, ông chiếm thị trấn Kasama mà quân Anh vừa cho di tản, rồi tiếp tục tiến theo hướng tây nam về tỉnh Katanga. Khi ông đến sông Chambeshi sáng 14 tháng 11, viên thẩm phán người Anh Hector Croad mang cờ trắng trình diện, trao cho ông lá thư từ vị tướng quân Đồng minh van Deventer, thông báo cho ông biết về lệnh hưu chiến. Von Lettow-Vorbeck đồng ý cho ngưng bắn tại nơi mà nay là Đài tưởng niệm Von Lettow-Vorbeck thuộc Zambia. Ông được phía Anh chỉ thị đưa đội quân chưa hề biết đến chiến bại của mình hành binh về Abercorn (nay là Mbala) để đầu hàng ngày 23 tháng 11. Số binh sĩ còn sống sót của ông trong đạo quân này gồm 30 sĩ quan Đức, 125 hạ sĩ quan và binh lính Đức, 1.168 chiến sĩ Askaris cùng khoảng 3.500 phu khuân vác.
Von Lettow-Vorbeck trở về nước Đức vào đầu tháng 3 năm 1919, và được chào đón như một vị anh hùng. Trên lưng con ngựa màu đen, ông dẫn đầu 120 sĩ quan của lực lượng Schutztruppe trong quân phục nhiệt đới rách bươm của họ trong một cuộc diễu binh chiến thắng qua cổng Brandenburg, cánh cổng được trang hoàng để vinh danh họ. Mặc dù ông cuối cùng đã đầu hàng theo mệnh lệnh; ông liên tục đánh bại các địch thủ có ưu thế về quân số, đồng thời là vị chỉ huy duy nhát của Đức xâm lược thành công lãnh thổ Anh trong Chiến tranh thế giới thứ nhất.

## Di sản
Năm von Lettow-Vorbeck qua đời, quốc hội Tây Đức bỏ phiếu thông qua quyết định truy lĩnh lương cho tất cả các binh sĩ Askaris còn sống sót của ông. Một văn phòng kế toán được lập ra tại Mwanza bên hồ Victoria. Tuy nhiên trong số 350 cựu binh có mặt, chỉ có rất ít người có thể trình ra giấy chứng nhận mà von Lettow-Vorbeck trao cho họ năm 1918. Những người khác chỉ có thể đưa ra những mảnh quân phục cũ của họ làm bằng chứng cho quá trình phục vụ trong quân ngũ của họ. Nhân viên thủ quỹ người Đức, người chịu trách nhiệm chi trả tiền lương, nghĩ ra một cách. Tất cả những người tự nhận là cựu binh Askaris được gọi ra, trao cho một cái chổi, và được lệnh thao tác bồng súng chào, bằng tiếng Đức. Không có bất kỳ cựu binh nào không thực hiện được phép thử này.
Để vinh danh, bốn doanh trại của quân đội liên bang Đức, hay Bundeswehr được mang tên ông, tại Leer, Hamburg-Jenfeld, Bremen và Bad Segeberg. Tuy nhiên sau việc 178 căn cứ quân sự phải đóng cửa trong cuộc tinh giản quân đội, chỉ còn một doanh trại là Lettow-Vorbeck-Kaserne tại Leer, Ostfriesland.
Mùa xuân năm 2010, hội đồng thành phố Saarlouis đổi tên đường Von Lettow-Vorbeck-Straße. Tại Hanover, đường Lettow-Vorbeck Straße được đổi thành Namibia Straße. Tại Wuppertal, Cuxhaven, Mönchengladbach, Radolfzell và Halle vẫn còn những con phố mang tên von Lettow-Vorbeck.
Phần lớn lịch sử chiến dịch của von Lettow-Vorbeck tại châu Phi trong Chiến tranh thế giới thứ nhất đã được đề cập đến trong cuốn sách Speak Swahili, Dammit! (2011) của James Penhaligon, cũng như cuốn sách The Bridge Buildes (Brobyggarna trong tiếng Thụy Điển) của Jan Guillou (2011). Một bộ phim Đức, Lettow-Vorbeck: Der deutsch-ostafrikanische Imperativ, được sản xuất vào năm 1984.
Một loại khủng long, Dysalotosaurus lettowvorbecki, được lấy tên von Lettow-Vorbeck.